# Shōzō Sasahara
Shōzō Sasahara (japonès: 笹原正三)  (Yamagata, 28 de juliol de 1929 - 5 de març de 2023) fou un lluitador japonès, especialista en lluita lliure, guanyador d'una medalla olímpica.
El 1956 va prendre part en els Jocs Olímpics d'Estiu de Melbourne, on guanyà la medalla d'or en la competició del pes ploma del programa de lluita lliure. En aquests Jocs fou l'encarregat de portar la bandera japonesa durant la cerimònia inaugural.
En el seu palmarès també destaca una medalla d'or en el Campionat del Món de 1954. També guanyà tres campionats nacionals. Durant la seva carrera va guanyar uns 200 combats. Una vegada retirat passà a exercir d'entrenador de la selecció japonesa.
Entre 1989 i 2003 va ser president de l'Associació de Lluita de Japó. Durant molts anys fou vicepresident de la United World Wrestling (FILA), i posteriorment en va ser nomenat vicepresident honorari. El 2006 va ser inclòs a la FILA International Wrestling Hall of Fame.